# راشيل توماس
راشيل توماس (بالإنجليزية: Rachel Thomas)‏ هي ممثلة بريطانية (وحملت سابقاً جنسية المملكة المتحدة لبريطانيا العظمى وأيرلندا)، ولدت في 10 فبراير 1905 في المملكة المتحدة، وتوفيت بنفس المكان في 8 فبراير 1995.

## وصلات خارجية
- راشيل توماس على موقع IMDb (الإنجليزية)
- راشيل توماس على موقع أول موفي (الإنجليزية)
- راشيل توماس على موقع قاعدة بيانات الأفلام السويدية (السويدية)
- راشيل توماس على موقع ديسكوغز (الإنجليزية)
- راشيل توماس على موقع قاعدة بيانات الفيلم (الإنجليزية)
- راشيل توماس على موقع كينوبويسك (الروسية)